# Sony Mobile Communications
Sony Mobile Communications AB (tidligere Sony Ericsson Mobile Communications AB) er en multinational mobiltelefonproducent. Virksomheden er et 100 % ejet datterselskab til Sony. Den er grundlagt 1. oktober 2001 som et joint venture mellem japanske Sony og svenske Ericsson. Sony overtog Ericssons andel i selskabet den 16. februar 2012.
Sony Mobile Communications har udviklingsfaciliteter i Lund, Sverige; Tokyo, Japan; Beijing, Kina; og i Silicon Valley, USA. I 2009 var det verdens fjerdestørste mobiltelefonproducent efter Nokia, Samsung og LG). I 2010 er de verdens sjettestørste.
Sony Ericsson havde cirka 8.000 ansatte på globalt plan. 

## Beskrivelse af modelserier
| Serie | Branding             | Beskrivelse                                                                | Oprindelse                    |
| ----- | -------------------- | -------------------------------------------------------------------------- | ----------------------------- |
| C     | Cyber-shot           | Telefoner med fokus på kamera.                                             | Cyber-shot                    |
| D     | T-Mobile             | Telefoner, der er eksklusivt fremstillet til T-mobile.                     | Deutsche Telekom              |
| F     | Vodafone (delvist)   | Telefoner, der er eksklusivt fremstillet til Vodafone; Telefoner til spil. | Vodafone / Fun                |
| G     | -                    | Kompakte Internet-telefoner                                                | Generation Web.               |
| J     | -                    | Low-end telefoner.                                                         | Junior                        |
| K     | Cyber-shot (delvist) | All-around telefoner.                                                      | Kamera                        |
| M     | -                    | Smartphones til forretningsbrug.                                           | Messaging                     |
| P     | -                    | Professionelle smartphones.                                                | PDA                           |
| R     | -                    | Telefoner med indbygget AM/FM radio                                        | Radio                         |
| S     | -                    | Telefoner med fokus på mode og kamera                                      | Swivel, 'S'lider, 'S'napshot  |
| T     | -                    | All-around telefoner                                                       | Tala (svensk for "tale")      |
| V     | Vodafone             | Telefoner, der er eksklusivt fremstillet til Vodafone.                     | Vodafone                      |
| W     | Walkman              | Telefoner med fokus på musik.                                              | Walkman                       |
| X     | Xperia               | Konvergens og multimediekraft i telefoner.                                 | Xperia                        |
| Z     | -                    | Telefoner med fokus på design                                              | Ze Bobber (ukendt oprindelse) |

## Navngivelse af modeller

### Nuværende system
Umiddelbart efter Mobile World Congress i 2008 afslørede Sony Ericsson deres nye navngivningssystem, bestående af fire tegn, hvoraf hvert tegn fortæller om serien, type, version og formfaktoren.
| Serie                             | Type                                    | Version                                     | Formfaktor                                                |
| (se ovenfor for seriebogstaverne) | 1-4: Low-end 5-7: Mid-end 8-9: High-end | (i numerisk orden i henhold til opfølgning) | 0-2: Chokoladestang 3-5: Slider 6-8: Klaptelefon 9: Andre |

"a" og "c"-endelserne bruges til at navngive modeller specifikt til amerikanske og kinesiske markeder.

## Finansielle oplysninger
Sony Ericsson offentliggjorde for første gang profit i anden halvdel af 2003. Siden da har salgstallene fra mobiltelefoner set således ud:
- 2005: 50 millioner enheder[6]
- 2006: 74 millioner enheder[7]
- 2007: 101.3 millioner enheder[8]

Foruden det, solgte Sony Ericsson 60 millioner mobiltelefoner med musikfunktionalitet i 2006, hvoraf 17 millioner var Walkman-modeller.